# Anjunabeats Volume 8
Anjunabeats Volume 8 – ósmy album z serii składanek Anjunabeats Volume, miksowanych i kompilowanych przez brytyjską grupę Above & Beyond, która zajmuje się tworzeniem muzyki trance.

## Lista Utworów
CD 1
1. Parker & Hanson – "Alquimia" – 3:12
2. Duderstadt – "Stranded in NYC" – 4:11
3. Aruna & Mark Eteson – "Let Go" – 5:10
4. Oliver Smith – "Chordplay" – 4:39
5. Boom Jinx & Andrew Bayer – "Keyboard Cowboys"5:52
6. Above & Beyond vs. Kyau & Albert – "Anphonic" – 5:05
7. Arty – "Rush" – 4:49
8. Maor Levi feat. Ashley Tomberlin – "Chasing Love" – 6:30
9. Super8 & Tab feat. Anton Sonin – "Black Is the New Yellow" – 5:46
10. Andrew Bayer – "From the Earth" (Breakfast Remix) – 6:57
11. Bart Claessen – "90 Nights of Summer" – 6:28
12. Above & Beyond & Gareth Emery pres. OceanLab – "On a Good Day (Metropolis)" – 6:18
13. Thomas Datt pres. Asedo – "Seven Years" – 5:40
14. Daniel Kandi – "Piece of Me" – 6:07

CD 2
1. Andrew Bayer – "A Farewell (Intro Edit)" – 2:01
2. Andrew Bayer – "The Taxi Driver" – 6:04
3. Arty – "The Wonder" – 5:19
4. 7 Skies – "Sushi" – 5:16
5. Lange feat. Emma Hewitt – "Live Forever" (Mat Zo Dub) – 5:38
6. Who.Is – "We.Are" – 5:28
7. Above & Beyond feat. Richard Bedford – "Thing Called Love" (Club Mix) – 5:41
8. David West feat. Andreas Hermansson – "Larry Mountains 54" (Juventa Remix) – 5:25
9. Adam Nickey – "Altara" – 5:51
10. Daniel Kandi – "Forgive Me" – 4:55
11. Super8 & Tab feat. Jan Burton – "Mercy" (Extended Mix) – 6:46
12. Alt+F4 – "Alt+F4" (Dan Stone Remix) – 4:39
13. Nitrous Oxide – "Dreamcatcher" (Club Mix) – 5:34
14. OceanLab vs. Passive Progressive – "Sky Falls Away" – 5:07

Dodatkowy utwór z serwisu iTunes
1. Above & Beyond pres. OceanLab – "Lonely Girl" (Mike Shiver's Catching Sun Mix)